# Cratere Bergman
Bergman è un cratere lunare di 22,51 km situato nella parte nord-occidentale della faccia nascosta della Luna.